# 亞先河
51°42′50″N 19°24′46″E / 51.7138°N 19.4129°E

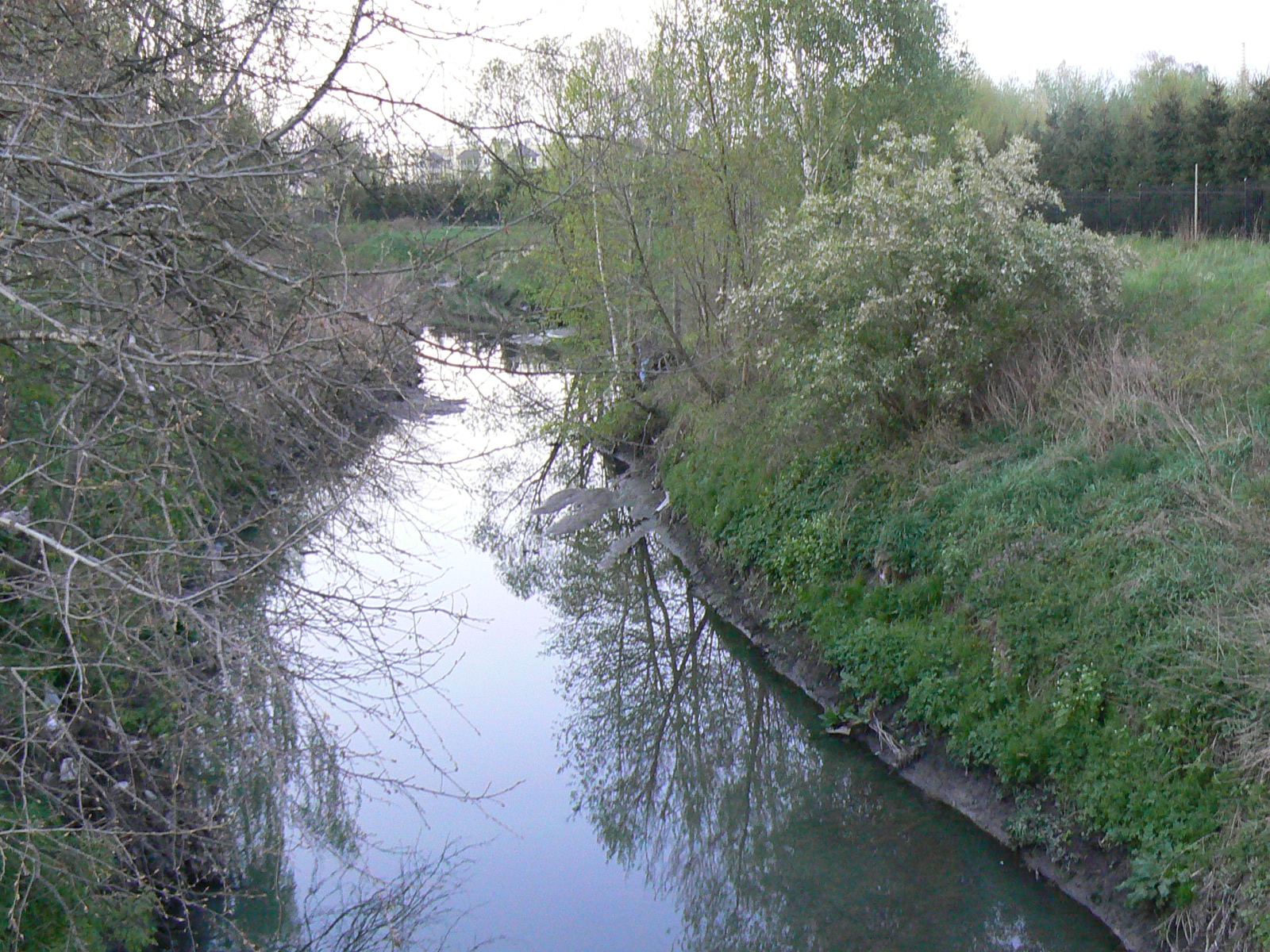

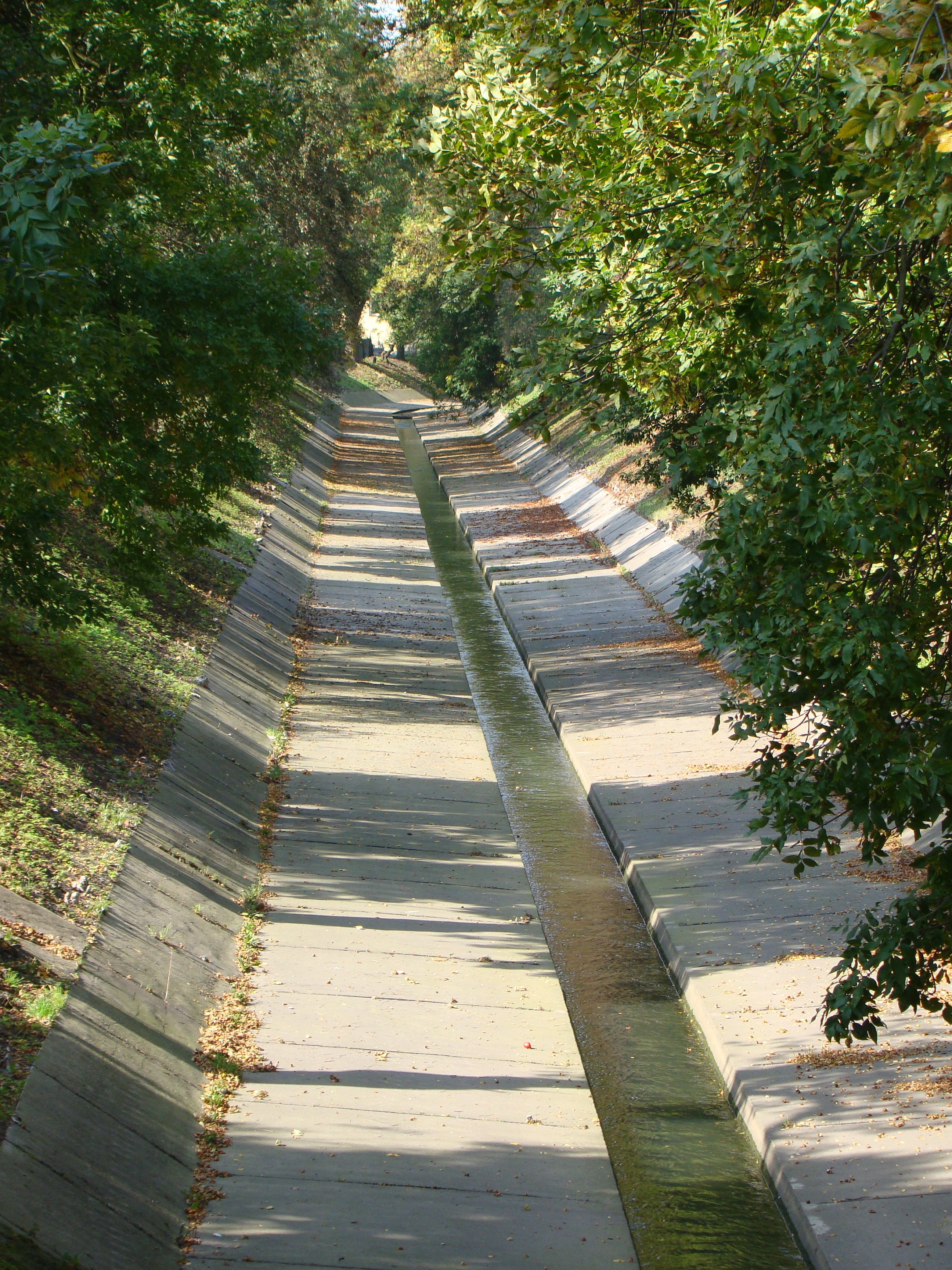

亞先河是波蘭的河流，位於該國中部，屬於內爾河的支流，河道全長13公里，流域面積80平方公里，發源自羅茲，用作排放雨水和污水。